# 織豊村
織豊村（おりとよむら）は、かつて愛知県愛知郡にあった村。
現在の名古屋市中村区西部（稲葉地町・稲西町・城屋敷町など）に該当する。
村名は、稲葉地には津田豊後守（織田信長の伯父）が城主であった稲葉地城があること。また、豊臣秀吉がこの地域で生まれたことから、「織田」「豊臣」から一文字ずつとってつけられたという。

## 歴史
- 1889年（明治22年）10月1日 - 上中村、下中村、稲葉地村が合併し、織豊村発足。
- 1906年（明治39年）5月10日 - 鷹場村、日比津村と合併し、中村が発足。同日織豊村は廃止。
- 1921年（大正10年）8月22日 - 中村が名古屋市に編入され、名古屋市西区の一部となる。
- 1937年（昭和12年）10月1日 - 中区、西区から中村区が新設され、旧・中村の村域は中村区と西区に分けられる。